# ГЕС St. Stephen
ГЕС St. Stephen — гідроелектростанція у штаті Південна Кароліна (Сполучені Штати Америки). Разом з ГЕС Jefferies живиться за рахунок дериваційної схеми, котра постачає воду із річки Санті (впадає до Атлантичного океану за шість десятків кілометрів на північний схід від Чарлстону). Можливо також відзначити, що вище по сточищу на витоках Санті працюють інші гідрогенеруючі об'єкти, такі як ГЕС Ватірі та ГЕС Салуда.
У 1942 році ввели в дію дериваційну ГЕС Jefferies, проект якої передбачав перекидання ресурсу з Санті у значно меншу річку Купер, що впадає до гавані Чарлстону. Для цього Санті перекрили греблею Вілсон, виконаною як комбінована споруда із двох земляних ділянок висотою 12 і 15 метрів та довжиною 4500 і 7100 метрів, розділених бетонним контрфорсним водоскидом довжиною 1036 метрів. З утвореного нею сховища Маріон через водорозділ із Купер проклали канал довжиною 8 км з шириною від 61 (по дну) до 122 (по поверхні) метрів, який виводить до водосховища Moultrie, створеного на Купер земляною греблею Пінополіс висотою 23 метри та довжиною 11,9 км. Сумарна площа поверхні озер Маріон та Moultrie становить 647 км2, а їх корисний об'єм — 653 млн м3.
Внаслідок зведення цього гідрокомплексу розпочалось активне замулювання гавані Чарлстон, що покликало до життя ще один дериваційний проект Cooper River Rediversion Project. Він передбачав повернення води зі сховища Moultrie назад до Санті, але дещо нижче за течією, ніж гребля Вілсон, із одночасним зменшенням потоку через Купер. У межах проекту проклали канал завдовжки майже 14 км, приблизно посередині якого спорудили машинний зал ГЕС St. Stephen. Останній обладнали трьома турбінами потужністю по 28 МВт, які використовують чистий напір у 15 метрів.